# Lee Eun-byeol
Lee Eun-byeol (이은별?; Seul, 2 ottobre 1991) è una pattinatrice di short track sudcoreana.

## Palmarès

### Olimpiadi
- Argento a Vancouver 2010 nei 1500 metri.

### Mondiali
- Oro a Sofia 2010 nei 3000 metri a staffetta.
- Oro a Seul 2016 nei 3000 metri a staffetta.
- Argento a Sofia 2010 nei 1500 metri.
- Bronzo a Sofia 2010 nei 3000 metri.
- Bronzo a Shanghai 2012 nei 3000 metri a staffetta.

### Mondiali - A squadre
- Oro a Bormio 2010.

### Universiadi
- Oro a Erzurum 2011 nei 1000 metri.
- Oro a Erzurum 2011 nei 1500 metri.
- Oro a Erzurum 2011 nei 3000 metri a staffetta.
- Oro a Trentino 2013 nei 3000 metri a staffetta.
- Argento a Trentino 2013 nei 1000 metri.
- Argento a Granada 2015 nei 1000 metri.
- Argento a Granada 2015 nei 1500 metri.
- Argento a Granada 2015 nei 3000 metri a staffetta.
- Bronzo a Erzurum 2011 nei 500 metri a staffetta.

### Mondiali - Juniores
- Argento a Bolzano 2008.
- Argento a Sherbrooke 2009.